# Хростицкий, Анатолий Владимирович
Анато́лий Влади́мирович Хрости́цкий (21 июля 1867, Полоцк — 5 марта 1919, Юг России) — российский военачальник, Генерального штаба генерал-лейтенант. Командир Гренадерского корпуса (1917—1918). Участник Русско-японской, Первой мировой и Гражданской войн.

## Биография
Родился 21 июля 1867 года в Полоцке.
С 1885 года после окончания Полоцкого кадетского корпуса поступил в Павловское военное училище и был переведён в Михайловское артиллерийское училище, которое окончил в 1888 году. В 1888 году произведён в подпоручики и выпущен в 18-ю артиллерийскую бригаду в составе 18-й пехотной дивизии. В 1890 году произведён в поручики, в 1896 году в штабс-капитаны, служил в той же артиллерийской бригаде. 
С 1899 года после окончания Николаевской академии Генерального штаба по I разряду был произведён в капитаны с назначением состоять при штабе Варшавского военного округа. С 1900 по 1901 год — старший адъютант при штабах 38-й пехотной дивизии и 15-го армейского корпуса. С 1900 по 1901 год проходил цензовое командование
ротой в составе Онежского 90-го пехотного полка. С 1901 по 1904 год служил в штабе Приамурского военного округа в качестве помощника старшего адъютанта и штаб-офицера для поручений. В 1902 году произведён в подполковники. С 1904 года был участником Русско-японской войны в качестве 
штаб-офицера для особых поручений при штабе Восточного отряда Манчжурской армии. В 1905 году произведён в полковники и назначен начальником штаба 71-й пехотной дивизии в составе 5-го Сибирского армейского корпуса. 8 января 1906 года за храбрость проявленную в делах против японской армии был награждён Золотой саблей «За храбрость».
С 1906 по 1907 год — штаб-офицер при штабе 65-й пехотной резервной бригады. С мая по сентябрь 1907 года отбывал цензовое командование батальоном в Тифлисском 15-м гренадерском полку. 
С 1907 по 1909 год — начальник штаба 33-й пехотной дивизии. С 1909 по 1914 год — командир Путивльского 127-го пехотного полка в составе 32-й пехотной дивизии, во главе своего полка вступил в Первую мировую войну. В 1914 году произведён в генерал-майоры с причислением к Генеральному штабу с назначением начальником штаба Гренадерского корпуса. 19 мая 1915 года за храбрость проявленную в делах против германской армии был награждён Орденом Святого Георгия IV степени. С 1916 по 1917 год — командир 67-й пехотной дивизии. В 1917 году произведён в генерал-лейтенанты с назначением командиром Гренадерского корпуса.
С 1918 года участник Гражданской войны в качестве московского представителя Добровольческой армии. С 1918 по 1919 год состоял в резерве чинов при штабе Вооружённых сил Юга России и Кавказской армии.
Скончался 5 марта 1919 года на Юге России.

## Награды
- Орден Святого Станислава 3-й степени (1903);
- Орден Святого Владимира 4-й степени с мечами и бантом (1904);
- Орден Святого Станислава 2-й степени с мечами (1905);
- Орден Святой Анны 2-й степени с мечами (1905);
- Золотое оружие «За храбрость» (8.01.1906)[3];
- Орден Святого Владимира 3-й степени (1910);
- Орден Святого Георгия 4-й степени (19.05.1915)[4];
- Орден Святого Станислава 1-й степени с мечами (28.01.1915);
- Орден Святой Анны 1-й степени с мечами (6.05.1916)[4][1][2]